# باس ورویلن
باس ورویلن (آلمانی: Bas Verwijlen؛ زادهٔ ۱ اکتبر ۱۹۸۳) شمشیرباز اهل هلند است.